# اهکاوتونگ
اهکاوتونگ (به لاتین: Ahkawhtawng) یک منطقهٔ مسکونی در میانمار است که در Myitkyina District واقع شده‌است.